# 司馬勝之
司馬勝之 （？年—？年），字興先，廣漢綿竹人。三國後期蜀漢官員。

## 生平
通曉《毛詩》，研習《三禮注》。爲人清靜淡泊，不喜歡追求名利。起初爲郡功曹，因處理事務得當，益州征辟他爲從事，晉升尚書左選郎，調任秘書郎。蜀漢的州府書佐的職位品級和郡府的功曹相當，而州府的從事則與尚書台的郎官相當；蜀漢重視察舉制度，爲官的人雖歷任朝廷要職，仍然可以被舉爲秀才、孝廉，可到州郡擔任高級屬官。景耀末，郡府推薦他爲孝廉。
三國歸晉後，梁州聘請他爲別駕從事，舉薦爲秀才，歷任廣都、繁縣縣令，政績優異。因性情清秀召入朝爲散騎侍郎，朝廷待以宗室之禮。最後因病辭職。在家仍被授予漢嘉太守，道賀的人不斷，他堅決辭官拒不上任。安心閑居，謙遜自處，常言：“世人不務求道德，而汲汲於爵祿。若吾者，可少以為有餘榮矣。”教導鄉裏，以恭敬爲先。六十五歲在家中病逝。其子司馬尊、司馬賢、司馬佐，皆有美德。